# Ваља Извоарелор (Муреш)
Ваља Извоарелор (рум. Valea Izvoarelor) насеље је у Румунији у округу Муреш у општини Санпаул. Oпштина се налази на надморској висини од 310 m.

## Становништво
Према подацима из 2002. године у насељу је живело 1170 становника.

### Попис2002.
| Расподела становништва по националности 2002.‍ | Расподела становништва по националности 2002.‍ | Расподела становништва по националности 2002.‍ | Расподела становништва по националности 2002.‍ | Расподела становништва по националности 2002.‍ |
| --------------------------------------------- | --------------------------------------------- | --------------------------------------------- | --------------------------------------------- | --------------------------------------------- |
|                                               |                                               |                                               |                                               |                                               |
| Румуни                                        | Румуни                                        |                                               | 258                                           | 22,1%                                         |
| Мађари                                        | Мађари                                        |                                               | 881                                           | 75,3%                                         |
| Роми                                          | Роми                                          |                                               | 31                                            | 2,6%                                          |